# Globalstar
Globalstar est une société du secteur des télécommunications spécialisée dans la téléphonie par satellite. Elle utilise une constellation de satellites de télécommunications placés en orbite terrestre basse pour fournir des services de téléphonie et de transmission de données à bas débit à ses clients équipés de téléphones mobiles spécialisés avec une couverture de l'ensemble de la planète hormis les latitudes polaires. Comme son principal concurrent, Iridium, la société est créée dans les années 1990. Le réseau devient opérationnel en 2000 après le déploiement de 48 satellites.

## Historique
Le projet Globalstar est lancé en 1991, sous la forme d'une coentreprise du constructeur de satellites Loral Corporation et le fabricant d'électronique Qualcomm. Le 24 mars 1994, les deux promoteurs annoncent la formation de Globalstar LP, une société en commandite dont le siège se situe aux États-Unis, avec la participation financière de huit autres sociétés, dont Alcatel, AirTouch, Deutsche Aerospace, Hyundai et Vodafone. À cette époque, la société prévoit le démarrage du système en 1998, basé sur un investissement de 1,8 milliard de dollars. En janvier 1995, Globalstar reçoit son allocation du spectre des fréquences pour les États-Unis de la FCC, et continue à négocier avec plusieurs autres nations souveraines pour les droits d'utiliser les mêmes fréquences radio dans leur pays.
Les premiers satellites sont lancés en février 1998, mais le déploiement du système est retardé en raison d'un échec du lancement par l'Agence spatiale russe, en septembre 1998, entraînant la perte de 12 satellites. En février 2000, elle lance le dernier des 52 satellites - 48 satellites et quatre autres de rechange (réduite par rapport au plan initial de huit de rechange). Le premier appel téléphonique sur le système original Globalstar est émis le 1er novembre 1998, entre le président de Qualcomm, Irwin M. Jacobs, depuis Loral Space & Communications à San Diego et le président-directeur général Bernard L. Schwartz (en) à New York. En octobre 1999, le système commence une période d'essais entre "utilisateurs amis" avec 44 des 48 satellites prévus. En décembre 1999, le système commence un service commercial limité pour 200 utilisateurs avec la totalité des 48 satellites (pas de rechange en orbite). En février 2000, il  commence le plein service commercial avec ses 48 satellites et 4 de rechange en Amérique du Nord, en Europe et au Brésil. Les prix initiaux sont de 1,79 $/min.
Les investissements lourds combinés à des prévisions de chiffre d'affaires trop optimistes entrainent la mise en faillite de Globalstar en 2002. La société est restructurée et poursuit son activité. Entre 2010 et 2013 la société renouvelle une grande partie de sa flotte de satellites avec des engins de seconde génération fournis par Thales Alenia. Début 2016 la société avec un ratio dette sur EBITDA d'environ 45 reste en grande difficulté financière.
En avril 2018, Globalstar annonce l'acquisition de FiberLight, un opérateur de fibre optique pour 1,65 milliard de dollars.

## Architecture technique

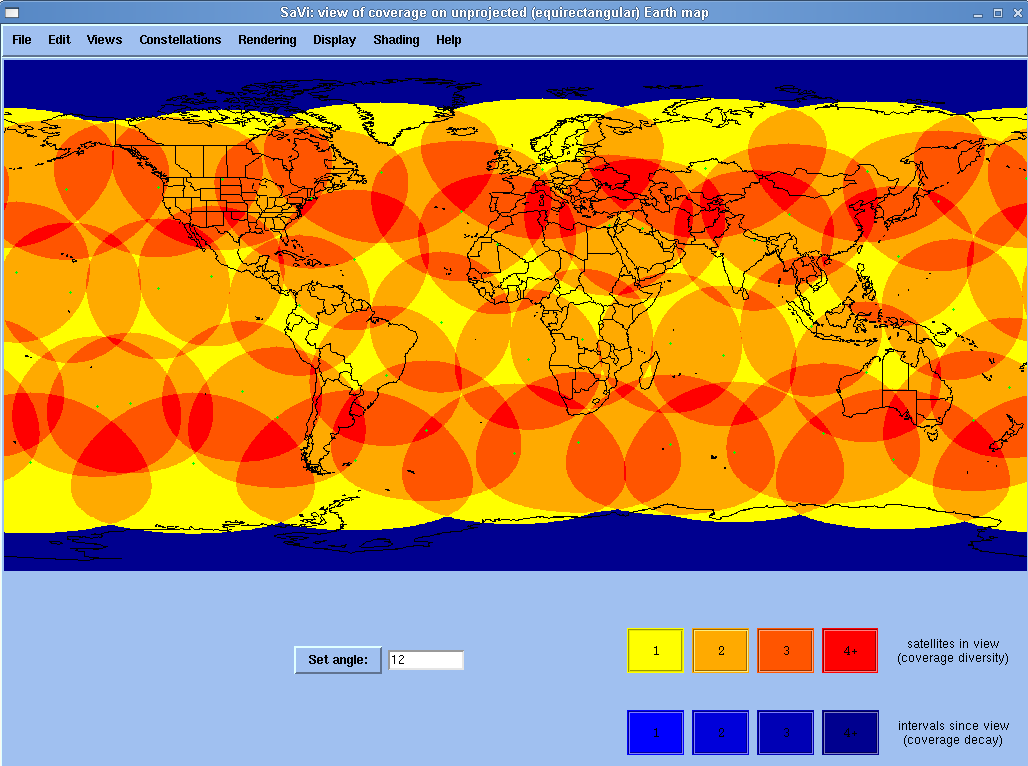
Couverture par les satellites Globalstar.

Le système Globalstar repose sur une constellation de satellites circulant à une altitude de 1 414 km sur une orbite terrestre basse et bouclant celle-ci en 114 minutes. Les 48 satellites sont distribués sur 8  plans orbitaux avec une inclinaison de 52° ce qui permet d'assurer une couverture globale terrestre en dessous de la latitude 70°. Du fait des irrégularités du champ gravitationnel terrestre le plan orbital dérive vers l'ouest de 3° par jour. Un service GPS est utilisé pour maintenir les satellites sur une position orbitale. Chaque satellite utilise la technique de codage du signal AMRC particulièrement performante qui permet de gérer 1248 liaisons simultanées. Les échanges avec les stations passerelles au sol assurant la connexion avec les réseaux de télécommunications terrestres se font directement par chaque satellite (pas de recours à la circulation inter-satellites ou ISL utilisée par Iridium) ce qui impose théoriquement qu'à tout moment une station terrestre soit à portée de chaque satellite. Ce choix simplifie le fonctionnement du réseau mais impose la présence d'une quarantaine de stations passerelles réparties sur la surface du globe.
- La charge utile comporte 16 canaux :
  - réception depuis l'usager en bande L (radio) (1 610 à 1 618,725 MHz) par une antenne à réseau phasé actif de 61 éléments
  - transmission vers l'usager en bande S (2 483,5 à 2 500 MHz)
  - transmission entre les 14 passerelles terrestres réparties dans le monde en bande C (5 091 à 5 250 MHz vers les satellites et 6 875 à 7 055 MHz depuis les satellites)[5] par une antenne à réseau phasé actif de 91 éléments. Les antennes projettent une matrice de 16 zones vers la surface terrestre couvrant l'Amérique, l'Europe, l'Australie et une partie de l'Asie pour les services de téléphonie et de données, et toute la planète, sauf les pôles, Madagascar et une partie de l'Afrique du Sud-est, pour les liaisons simplex[5],[6].

La gestion des télémesures et télécommandes du satellite depuis les centres de contrôle de mission  redondants situés en Californie, l'un dans la Silicon Valley, l'autre implanté dans la région de Sacramento). Les échanges se font en Bande C.
Dans le système Globalstar, le satellite s'associe aux réseaux de téléphonie mobile terrestres GSM ou CDMA selon les pays, avec peu de changement au niveau du combiné de l'usager. Après avoir composé un numéro, le terminal mobile recherche soit un relais terrestre, ou s'il n'en trouve pas, il se connecte sur un satellite de passage ; Le satellite Globalstar, qui défile dans le ciel en une dizaine de minutes, achemine alors le signal vers une station de connexion terrestre qui le transmet vers le correspondant par les moyens classiques des télécommunications locales ou nationales : câbles ou autre satellite de télécommunications géostationnaire. Avant que le satellite en action ne disparaisse derrière l'horizon, la station de connexion transfère automatiquement le signal vers le suivant déjà en vue, sans interrompre la communication. Globalstar fait donc appel à des stations de réception installées dans divers pays, propriété des opérateurs de télécommunication locaux publics ou privés : les uns comme les autres prélèvent au passage des taxes sur les conversations. C'est l'intérêt financier de ce système, à la différence d'autres projets, comme Iridium, qui cherchent à s'en passer. Au point que de nombreux opérateurs mondiaux voyant dans Globalstar leur intérêt, sont entrés dans son tour de table financier dès le début.

## Services

### Les services Voix
Le service de phonie traditionnelle s’accompagne d’une panoplie de services complémentaires comme la mise en attente, la téléconférence ou les SMS (uniquement entre Systèmes Globalstar de la même zone).[réf. nécessaire]

### Les services Données
Le réseau Globalstar propose des services de transmission bidirectionnelles de données à 9.6 kbit/s. Il existe également des appareils en mode simplex, pour les services de localisation de matériel ou de personnes, et de messagerie.
La transmission de données peut s’effectuer en mode Paquets : à destination du mobile, depuis le mobile ou en mode dormant. Elle peut également être réalisée en mode asynchrone à destination ou depuis le mobile.[réf. nécessaire]

## Segment spatial

### Globalstar première génération
La constellation Globalstar première génération est actuellement (2010) composée de 40 satellites, d'une masse d'environ 450 kg, contre 48 initialement.
Lancé aux États-Unis par Loral Corp et la société Qualcomm (qui ont créé une filiale commune Loral Qualcomm Satellites Services lnc.), il s'appuyait à l'origine sur une constellation de 48 satellites à raison de 6 satellites placés sur 8 orbites circulaires dans des plans (nommés de A à H) inclinés de 52 degrés par rapport au plan équatorial  (1 414 km d'altitude).
Le segment spatial regroupe les partenaires de "l'Alliance satellites" américano-européenne :
- Space Systems/Loral[1], maître d'œuvre dans son usine de Palo Alto, Californie ;
- Alcatel Espace (France), responsable des charges utiles de communications, dans son usine de Toulouse ;
- DASA (Allemagne), responsable des systèmes de propulsion et de contrôle d'attitude ainsi que de l'alimentation électrique, dans son usine d'Ottobrunn, Bavière ;
- Aerospatiale, responsable des structures et des éléments du contrôle thermique de 56 satellites, (48 prévus pour le service opérationnel plus 8 en réserve), dans l'établissement de Cannes, France
- Alenia, responsable de l'intégration des séries de satellites dans une usine spécialement construite à Rome, Italie.

#### Plate-forme
La plate-forme est relativement classique faisant appel à :
- un corps principal de forme trapézoïdale permettant un montage par grappes de 6[11] satellites sous une coiffe cylindrique, pour être lancés ensemble directement dans un des plans orbitaux retenus. Les panneaux solaires délivrent 1 100 watts, et suivent automatiquement le soleil lors des déplacements des satellites sur les orbites.
- des structures en sandwich nid d'abeille et treillis métallique[12] ;
- un système de contrôle thermique avec, c'est une première, les caloducs intégrés dans le sandwich ;
- la propulsion par un système monométhylhydrazine embarquant 76,5 kg d'ergols avec tuyères de 5,1 Newton ;
- un système de contrôle d'attitude 3-axes faisant appel à senseurs terrestre et solaire  un volant cinétique et un magnétomètre commandant un coupleur magnétique ;
- une détermination d'orbite par récepteur GPS.

#### Lancements
Pour mettre en orbite ces satellites, tous les lanceurs commerciaux fiables du monde étaient en lice, dont l'Ariane européenne. Le plan initial prévoyait de les lancer par grappes de 6 (d'où la forme hexagonale des satellites) ou 12, directement dans l'un des huit plans orbitaux prévus. Le centre de contrôle des satellites se chargeant alors de les espacer dans ce plan en six positions équidistantes. Pour diverses raisons, les lancements interviendront principalement par grappes de 4 ; seule une tentative de lancement en deux grappes de 6 sera effectuée sur un lanceur Zenit-2, qui fut, malheureusement un échec.

##### Stratégie de mise en orbite
Le lanceur place la grappe de satellites sur une orbite de transfert, inclinée à 52° (plan orbital prévu pour la constellation) dont les caractéristiques sont (environ) : périgée 235 km ; apogée 900 km. L'étage supérieur du lanceur, lors du passage proche d'un apogée, une heure environ après le lancement, fait remonter l'orbite et place la grappe sur une « orbite de parking » quasi circulaire aux environs de 900 km d'altitude. Les satellites sont séparés du dispenseur et pris en charge et vérifiés par le centre de contrôle, puis mis en état d'hibernation en attente d'un besoin sur l'orbite de travail, circulaire à 1 414 km.
Dès qu'un satellite est nécessaire sur cette orbite finale (remplacement d'un satellite défaillant), le centre de contrôle exécute les manœuvres, à l'aide du système de contrôle d'attitude et d'orbite (SCAO) pour atteindre cette orbite en passant par des orbites intermédiaires (orbite de transfert de Hohmann). En particulier, une manœuvre spéciale permet de faire changer le plan de l'orbite depuis cette orbite parking vers le plan prévu de A à H, la dérive entre deux plans voisins pouvant prendre deux mois.

##### Lancements effectuées
Les lancements commencent à partir de 1998. Ariane, trop onéreuse, n'est pas retenue. Sont retenus trois lanceurs plus adaptés aux lancements en orbite basse : Delta 7925, A-2/Soyuz, J-1/Zenit-2. Les lancements interviennent selon la séquence suivante :
- 14 février 1998 à 14h34 UTC, de Cape Canaveral, par une Delta 7925 : premier lancement de 4 satellites
- 24 avril 1998 à 22h38 UTC, de Cape Canaveral, par une Delta 7925 : 4 satellites
- 9 septembre 1998 à 20h29 UTC, de cosmodrome de Baïkonour, par une J-1/Zenit-2 : groupe de 12. Cette mission a été un échec, la fusée s'est écrasée peu après le décollage, obligeant la construction de satellites complémentaires[16]
- 9 février 1999 à 3h54 UTC, de Baïkonour, par une A-2/Soyuz : 4 satellites, C'est le premier lancement sous organisation Starsem, coentreprise aerospatiale et TsSKB-Progress, fabricant russe du lanceur. Le dispenseur de satellites est réalisé dans l'usine aerospatiale d'Aquitaine
- 15 mars 1999 à 3h06 UTC, de Baïkonour, par un A-2/Soyuz : 4 satellites
- 15 avril 1999 à 0h46 UTC, de Baïkonour, par un A-2/Soyuz : 4 satellites
- 10 juin 1999 à 13h48 UTC, de Cape Canaveral, par un Delta 7925 : 4
- 10 juillet 1999 à 8h45 UTC, de Cape Canaveral, par un Delta 7925 : 4
- 25 juillet 1999 à 7h46 UTC, de Cape Canaveral, par un Delta 7925 : 4
- 17 août 1999 à 4h37 UTC, de Cape Canaveral, par un Delta 7925 : 4
- 22 septembre 1999 à 14h33 UTC, de Baïkonour, par un A-2/Soyuz : 4
- 18 octobre 1999 à 13h22 UTC, de Baïkonourr, par un A-2/Soyuz : 4
- 22 novembre 1999 à 16h20 UTC, de Baïkonour, par un A-2/Soyuz : 4, terminant la constellation prévue de 48 satellites rendant le système complètement opérationnel
- 8 février 2000 à 21h24 UTC, de Cape Canaveral Air Force par une Delta 7420 : 4 premiers satellites de réserve.
- 29 mai 2007 à 20h31 UTC, de Baïkonour, par une Soyuz-FG/Fregat : 4
- 20 octobre 2007 à 20h12 UTC, de Baïkonour, par une Soyuz-FG/Fregat, terminant cette première génération.

À ce moment, le bon fonctionnement en orbite laisse espérer une durée de vie supérieure à la spécification originale de 7,5 ans.

### Globalstar seconde génération
La fabrication d'une seconde génération de satellites a été décidée en 2006 et le contrat attribué, à la suite d'un appel d'offres international, à Alcatel Alenia Space, devenue Thales Alenia Space (TAS), dans l'établissement de Cannes.